# Kit's Coty
Kit's Coty – wieś w Anglii, w hrabstwie Kent, w dystrykcie Maidstone. Leży 8 km na północ od miasta Maidstone i 48 km na południowy wschód od centrum Londynu.